# Strada Statale 35 bis dei Giovi
Bei der Festlegung 1928 der SS 35 wurde auch ein Seitenast ("Diramazione") festgelegt, der als SS 35 bis ausgeschildert wurde. Dieser verläuft zwischen Serravalle Scrivia und Spinetta Marengo mit einer Länge von 23 Kilometern und verbindet dabei die SS 35 mit der SS 10. Sie trägt den gleichen Titel "dei Giovi" wie die SS 35. Zurück geht sie auf einen Teilabschnitt der 1923 festgelegten Strada nazionale 48. Durch ein Regionalisierungsgesetz von 1998 wurde sie 2001 zur Provinzialstraße abgestuft. Um Novi Ligure wurde sie nordöstlich herumgeführt.